# ريتشارد بريان
ريتشارد بريان (بالإنجليزية: Richard Bryan)‏ هو سياسي أمريكي، ولد في 16 يوليو 1937 في واشنطن العاصمة في الولايات المتحدة. حزبياً، نشط في الحزب الديمقراطي.

## مناصب
- في انتخابات مجلس الشيوخ في الولايات المتحدة 1988 [الإنجليزية]‏، انتخب عضو مجلس الشيوخ الأمريكي عن دائرة Nevada ‏ وقد انضم خلال فترته النيابية [الإنجليزية]‏ (3 يناير 1991 – 3 يناير 1993)  للكتلة البرلمانية الحزب الديمقراطي.
- في انتخابات مجلس الشيوخ في الولايات المتحدة 1988 [الإنجليزية]‏، انتخب عضو مجلس الشيوخ الأمريكي عن دائرة Nevada ‏ وقد انضم خلال فترته النيابية [الإنجليزية]‏ (3 يناير 1993 – 3 يناير 1995)  للكتلة البرلمانية الحزب الديمقراطي.
- في انتخابات مجلس الشيوخ في الولايات المتحدة 1994 [الإنجليزية]‏، انتخب عضو مجلس الشيوخ الأمريكي عن دائرة Nevada ‏ وقد انضم خلال فترته النيابية [الإنجليزية]‏ (4 يناير 1995 – 3 يناير 1997)  للكتلة البرلمانية الحزب الديمقراطي.
- في انتخابات مجلس الشيوخ في الولايات المتحدة 1994 [الإنجليزية]‏، انتخب عضو مجلس الشيوخ الأمريكي عن دائرة Nevada ‏ وقد انضم خلال فترته النيابية [الإنجليزية]‏ (3 يناير 1997 – 3 يناير 1999)  للكتلة البرلمانية الحزب الديمقراطي.
- في انتخابات مجلس الشيوخ في الولايات المتحدة 1994 [الإنجليزية]‏، انتخب عضو مجلس الشيوخ الأمريكي عن دائرة Nevada ‏ وقد انضم خلال فترته النيابية (3 يناير 1999 – 3 يناير 2001)  للكتلة البرلمانية الحزب الديمقراطي.
- انتخب حاكم نيفادا  [لغات أخرى]‏ (3 يناير 1983 – 3 يناير 1989).
- انتخب عضو مجلس الشيوخ الأمريكي عن دائرة نيفادا (3 يناير 1989 – 3 يناير 2001).